# Vélingara (departamento)
Vélingara é um departamento da região de Kolda, no Senegal.